# Romodanovo
Romodanovo (oroszul: Ромоданово) település Oroszországban, Mordvinföldön, a Romodanovói járás székhelye.
Lakossága: 9410 fő (a 2010. évi népszámláláskor).

## Fekvése
Szaranszktól 30 km-re északra, az Inszar (az Alatir mellékfolyója) partján terül el. Vasútállomás (Krasznij Uzel vasúti csomópont) a Szaranszk–Kazany vasútvonalon.

## Története
Írott forrás 1622-ben említi először. Alekszej Mihajlovics cár több földterületet I. I. Romodanovszkij hercegnek adományozott, köztük az itteni Kos-Komra falut (jelentése mordvin nyelven 'száraz liget').
1893-ban a település mellett fektették le az épülő Rjazany–Kazany vasútvonal egy szakaszát és építették fel a helyi földbirtokosról elnevezett Tyimirjazevo vasútállomást. Az állomás 1903-ban vasúti csomópont lett, nevét 1926-ban Krasznij Uzelre változtatták (jelentése 'vörös csomópont'). A vasútállomást 1958-ban közigazgatásilag a településhez csatolták.

## Gazdasága
Feldolgozóipara a mezőgazdaságra épült. Legfontosabb vállalatát, a cukorgyárat 1961-ben alapították. Mint Romodanovszahar Kft-t 2005-ben jegyezték be, azóta korszerűsítették és bővítették. Mordvinföld egyetlen cukorrépa-feldolgozó gyára, a köztársaság 45 cukorrépa-termelője látja el alapanyaggal.
Az 1980-as években malomipari kombinát épült, melyből a 2010-es évekre nagy szántóföldi területekkel, feldolgozó üzemekkel és üzlethálózattal rendelkező egyesülés lett (Elekom agráripari egyesülés). Fő tevékenysége a gabona feldolgozása és takarmánykoncentrátumok előállítása.
Korábbi nagy kötöttárugyára 2006 végén, vasútikocsi javítóműhelye (Vagonszervisz) pedig 2011-ben megszűnt.
2013-ban Romodanovót a korábbi városi jellegű település helyett falusi jellegű település kategóriába sorolták.